# 王妃チャン・ノクス -宮廷の陰謀-
『王妃 チャン・ノクス －宮廷の陰謀－』（おうひ ちゃんのくす きゅうていのいんぼう、原題：장녹수〈チャンノクス〉）は、1995年に韓国KBSで放送された連続テレビドラマ。朝鮮王朝前期、妓生（キーセン）から国王の寵愛を受け側室となった、張緑水（チャン・ノクス、生年不詳 - 1506年）の生涯を描いた作品。全52回。張緑水は、鄭蘭貞（チョン・ナンジョン）および張禧嬪（チャン・ヒビン）とともに朝鮮三大悪女の一人として知られる。
日本ではサンテレビ、BS日テレ、千葉テレビ放送で放送された。

## 出演
チャン・ノクス
演：パク・チヨン（子役：キム・ミンジョン）
主人公。燕山君の側室。内命婦（ネビョンブ）従三品淑容。両班（ヤンバン、朝鮮時代の貴族）の庶子として生まれ実母は虐待によって死亡する。彼女はチャン家で小間使いとして過酷な生活を送っていたがそれに耐えかね町で曲芸を披露するサダンペ（寺堂牌、朝鮮時代の芸能集団で賎民に属した）に憧れ、チャン家から逃亡し彼らの中に入る。
燕山君（ヨンサングン）
演：ユ・ドングン（子役：チュ・ハヌル）
朝鮮第10代国王。
王妃慎氏
演：チェ・ソニ
燕山君の正室。
キム・ジャウォン
演：チョン・ホグン
賤民（朝鮮時代の最下級身分）出身の内侍。

### チャン（張）家
生員チャン氏
ノクスの父。
夫人
演：キム・ウルドン
チャン氏の妻。ノクスの母に壮烈な憎悪と嫉妬を抱き殺害し、ノクスを小間使いとして過酷に扱い、彼女の家出後に死亡。
チャン氏の後妻
帰還したノクスを実の娘のようにかわいがる。

### 王室
仁粋大妃
演：パン・ヒョジョン
燕山君の祖母。
成宗
演：ヒョン・ソク
朝鮮第9代国王、燕山君の父。
安順王后
演：チェ・ウンスク
朝鮮第8代国王睿宗の継室。
貞顕王后
演：パク・ヨンギ
朝鮮第9代国王成宗の継室。
晋城大君
後の朝鮮第11代国王。
月山大君
演：シン・グィソク
成宗の兄、燕山君の伯父。
月山大君夫人朴氏
演：ヤン・ミギョン
斉安大君
演：ペク・ユンシク
斉安大君夫人金氏
演：イ・サンスク
貴人鄭氏
成宗の側室。
昭容厳氏
成宗の側室。

### 朝廷
任士洪
演：イ・ヨンフ

## スタッフ
- 脚本：チョン・ハヨン
- 演出：イ・ヨングク